# Strix nebulosa

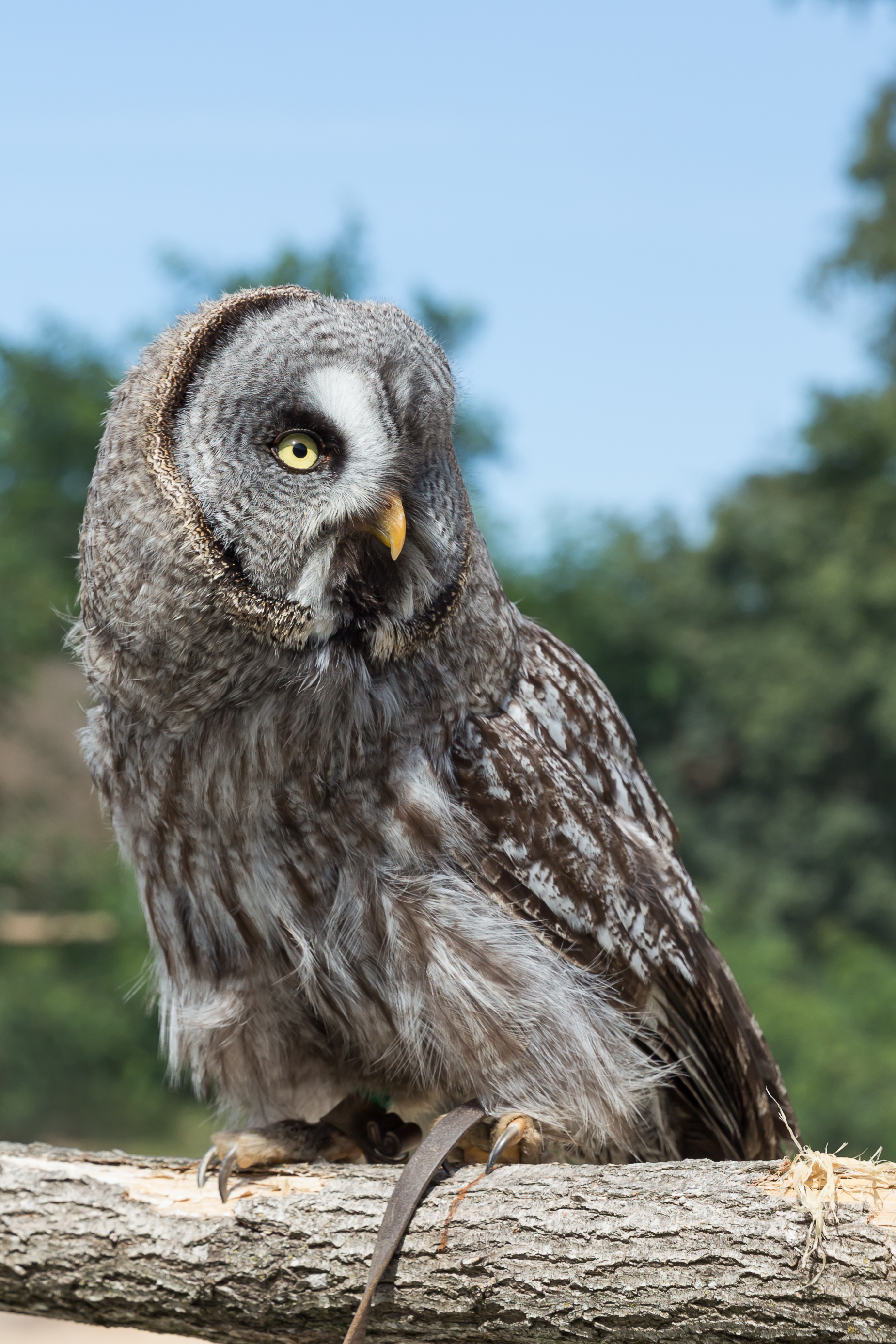

L'allocco di Lapponia o gufo della Lapponia (Strix nebulosa Forster, 1772) è un grande uccello rapace notturno appartenente alla famiglia Strigidae, distribuito in tutta l'emisfero nord, nelle foreste di conifere che precedono la tundra.

## Descrizione
Gli adulti hanno una grande mole, una testa arrotondata di colore grigio, sopracciglia bianche che costeggiano gli occhi fino alla base del becco. Questo allocco si è adattato molto bene alla visuale notturna, ha infatti grossi occhi puntati in avanti di colore o giallo oro o giallastro a pupilla nera, dotati di cellule particolari che catturano la luce (circa 56.000 per millimetro quadrato), anche la più piccola. Questi strix vedono in bianco e nero: non hanno, infatti, cellule a cono dal momento che il colore non è necessario per la visione notturna. Gli occhi sono posizionati sulla parte anteriore della testa e hanno un campo di sovrapposizione del 50-70%, che è meglio della visione binoculare dei rapaci diurni (che hanno una sovrapposizione del 30-50%). In sostanza l'allocco di Lapponia ha una vista che è da 10 a 100 volte meglio di quella umana in condizioni di scarsa illuminazione, ma se il suo occhio viene esposto alla luce può danneggiarsi seriamente, essendo particolarmente fotosensibile. Le orecchie sono asimmetriche, protette da un lembo di pelle e dal piumaggio, gli allocchi di Lapponia hanno una grande capacità uditiva. La struttura interna dell'orecchio ha un gran numero di neuroni uditivi, infatti ha la capacità di rilevare i suoni a frequenza bassissima anche a notevole distanza; i quali potrebbero includere un fruscio da parte di una preda che si muove nella vegetazione o il respiro di un uccello. L'udito dell'allocco di Lapponia è dieci volte più potente di quello di un essere umano.
Gli allocchi di Lapponia hanno un becco affilato, ricurvo-uncinato verso il basso e artigli forti e resistenti, con unghie affilate e taglienti poste all'estremità di grosse zampe. Il corpo è leggero, grigio, con striature scure e macchie bianche. Il petto è bianco con macchie marroni. I sessi sono simili e differiscono solo di mole, la femmina è circa il 5% più grossa del maschio. Questo gufo non ha i ciuffi auricolari e presenta il più grande disco facciale (che possiede rughe ricoperte da pelle molto evidenti e presenti fin dalla nascita) di qualsiasi altro rapace notturno.
In termini di lunghezza l'allocco di Lapponia ha come rivali, in Eurasia, il gufo reale e il gufo pescatore di Backiston, che è il gufo più grande al mondo. Tuttavia, gran parte della sua mole, è ingannevole, in quanto è aumentata dal folto piumaggio protettivo. La coda è lunga e larga, la testa è scura. L'allocco di Lapponia ha un corpo più leggero rispetto a quello della maggior parte degli altri grandi gufi. La grandezza varia da 61 a 84 centimetri di altezza, in media 72 centimetri per le femmine e 67 centimetri per i maschi. L'apertura alare può superare i 152 centimetri, ma in media 142 centimetri per le femmine e 140 cm per i maschi. L'adulto pesa circa dai 700 ai 1800 grammi, in media 1290 g per le femmine e 1000 g per i maschi. I maschi sono di solito più piccoli delle femmine, come nella maggior parte delle specie di gufo. Il segreto del volo silenzioso di questi gufi sta nelle ali, le penne primarie sono infatti dotate di bordo sfrangiato in modo da opporre meno resistenza all'aria.
I parenti più prossimi dell'allocco di Lapponia sono l'allocco degli Urali (Strix uralensis), che però non ha il disco facciale rugoso, ha colori diversi e dimensioni leggermente minori, e il Gufo reale (Bubo bubo) che però è più grosso, ha i ciuffi auricolari, non ha il disco facciale ed ha colori diversi. Le abitudini notturne e misteriose hanno facilmente associato i gufi con la sfortuna e la morte.

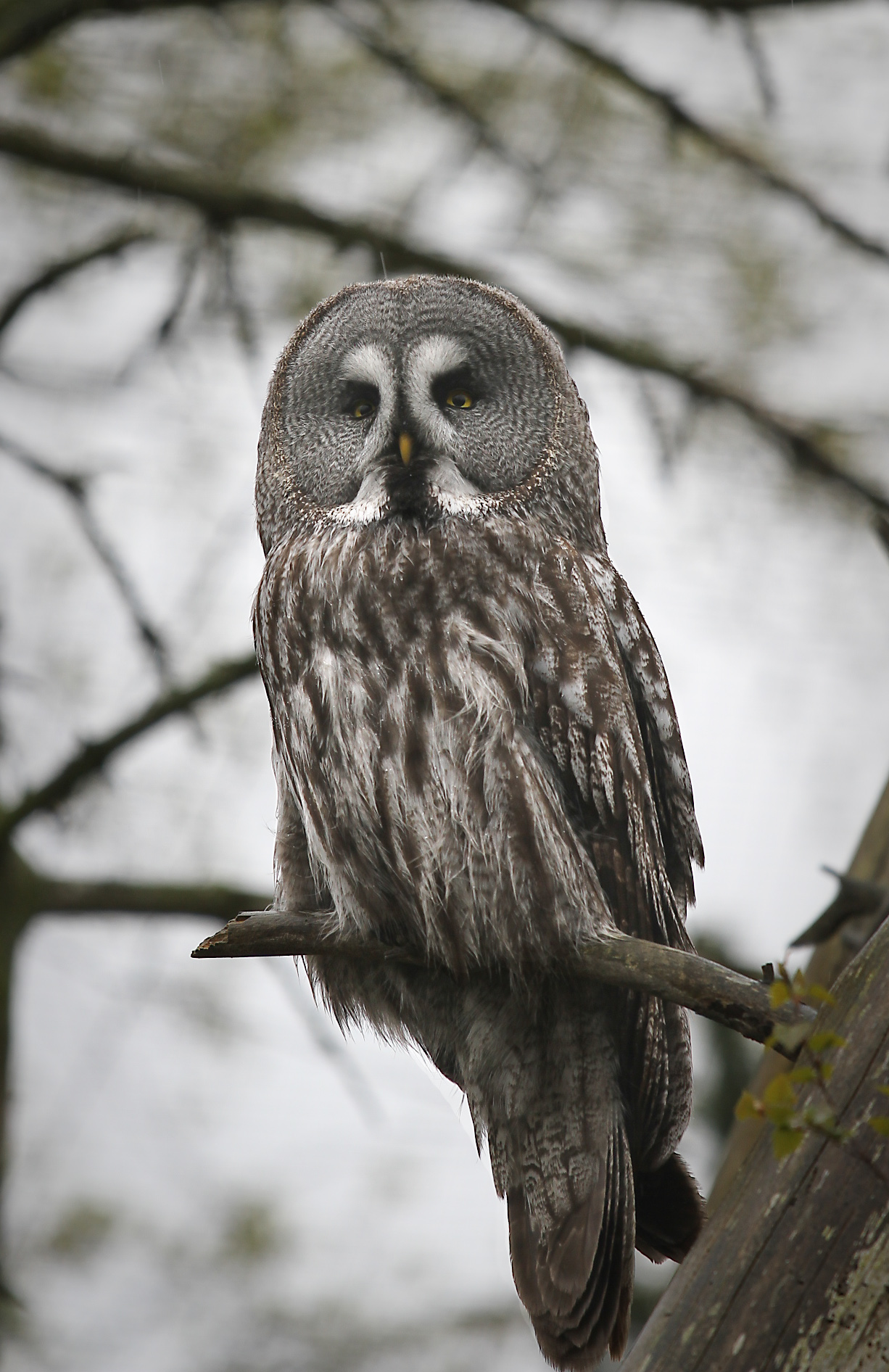
Esemplare su ramo

## Distribuzione e habitat
Questo allocco vive nelle foreste di conifere (taiga) e di latifoglie nordiche (betulle o altri alberi resistenti al freddo) del Nord America (dall'Alaska al Canada e negli Stati Uniti del nord, nelle montagne rocciose interne) e dell'Eurasia del nord (dalla Scandinavia settentrionale lungo tutta la Russia del nord fino alla punta estrema della Cina, che ha foreste miste, punta estrema del Kazakistan, che ha la taiga, e Mongolia dell'estremo nord, che ha la Taiga). Si tratta di una specie stanziale, ma può diventare migratrice errante e spostarsi verso sud e sud-est quando il cibo scarseggia. Il loro habitat è il fitto bosco, vicino a spazi aperti, come prati o torbiere o in luoghi con ruscelli d'acqua. Una piccola popolazione di circa 100 uccelli vive nella Sierra Nevada, in California. A volte questa specie può cacciare nella tundra ma vi rimane solo per una notte in quanto non vi sono alberi per riposare. L'allocco di Lapponia presenta tre sottospecie: Lapponica, Nebulosa e Elisabethae.
L'allocco di Lapponia ha una distribuzione discontinua che si estende in tutta l'Eurasia del nord e Nord America, preferendo luoghi con accesso alle risorse idriche. È specie molto territoriale. 
La popolazione non rischia l'estinzione ma, comunque, non vi è evidenza di un aumento globale.

## Biologia
L'allocco di Lapponia ha abitudini prevalentemente notturne.
Questi uccelli sanno aspettare, ascoltare, individuare la preda, e poi, appena trovano il momento giusto, spiccano il volo che è silenziosissimo e svelto per afferrare la preda. La loro grande sensibilità è dovuta ai grandi dischi facciali coperti di penne, che guidano le onde sonore verso le orecchie, così il gufo può localizzare le prede. Durante la nidificazione l'allocco di Lapponia caccia principalmente nella di notte ma anche durante l'alba e il tramonto, il resto dell'anno è attivo soprattutto durante la notte. Ha un eccellente udito, e può individuare (e quindi catturare) anche una preda in movimento sotto 60 cm di neve e in una serie di gallerie. I gufi possono schiantarsi con la neve che potrebbe sostenere il peso di un 180 libbre a persona senza farsi nulla. A differenza della più libera aquila e dei ciuffati gufi, l'allocco di Lapponia dipende quasi completamente dai piccoli roditori, loro sono la sua più importante fonte di nutrimento. A volte può prendere, se ha fortuna, altre prede quali lepri, talpe, toporagni, donnole, tordi, tetraone, piccoli falchi e anatre (prima di mangiarle squarciano la carne con il becco per poi inghiottire le prede intere e rigurgitare pelo (o penne) e ossa sotto forma di un bolo). I giovani di allocco di Lapponia possono cadere preda di orsi e di grandi falchi, mentre gli adulti possono essere preda di Gufi reali e linci. 
Il richiamo degli adulti è una serie di "whuu-uuh" molto profondi, lugubri, sinistri, che spaccano il silenzio notturno (per questo che la sua immagine, come quella di altri gufi è sempre stata associata alla morte e al silenzio di tomba), ritmici, dato che di solito sono usati per marcare il loro territorio o avere relazioni con le femmine o con la loro prole. Il giovane emette degli "shriek" o dei fruscii. Nella caccia amano restare immobili sugli alberi per poi lanciarsi sulla preda ignara. Gli allocchi di Lapponia sono molto territoriali. Il verso è facilmente imitato con le mani, tenute a forma di coppa chiusa, soffiando leggermente attraverso delle aperture tra i pollici, uno studio inglese ha trovato che questa imitazione produce una risposta entro 30 minuti nel 94% delle prove. 

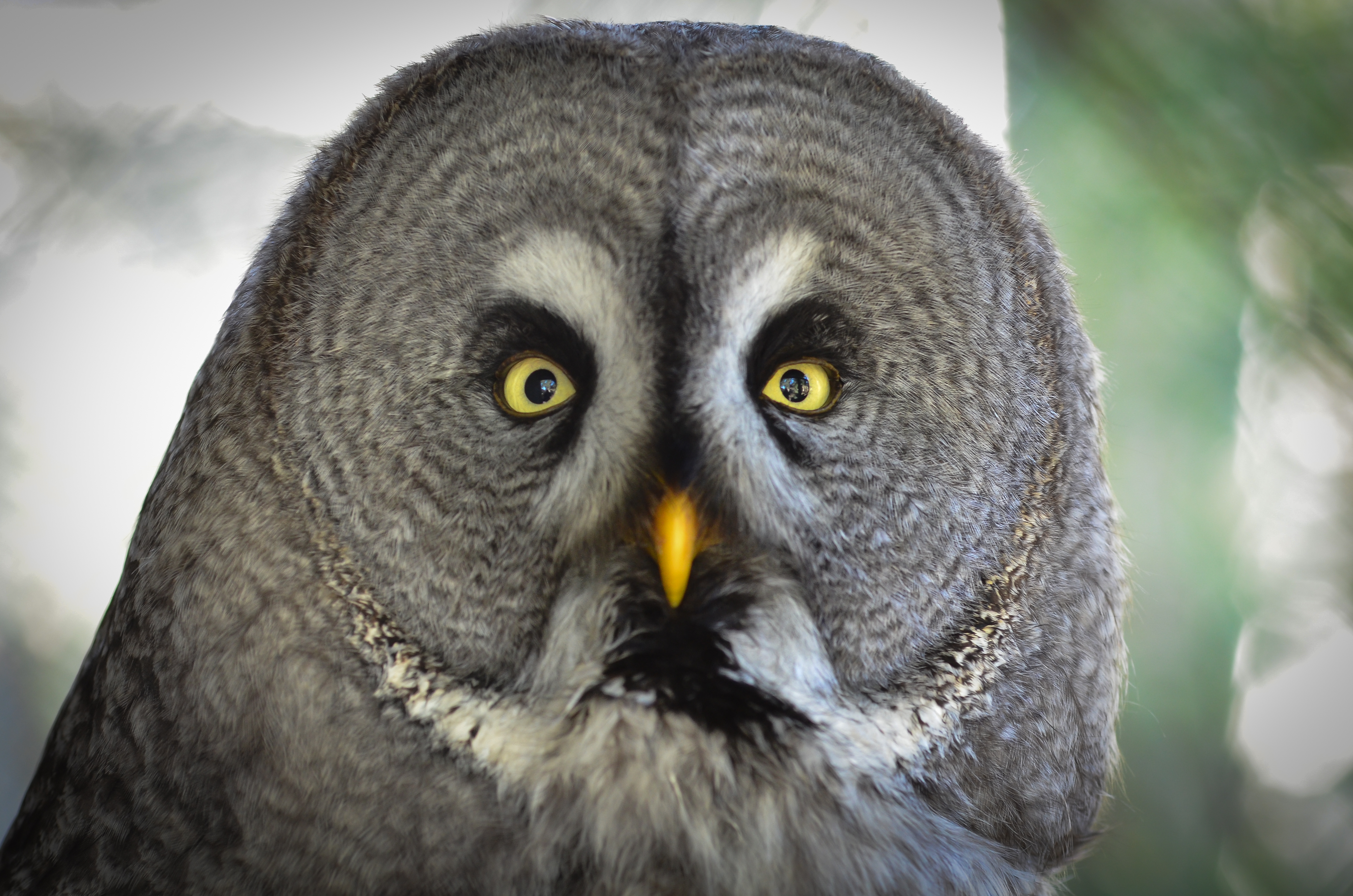
Particolare delle sopracciglia bianche e delle rughe facciali

### Alimentazione
L'allocco di Lapponia si nutre principalmente di topi dei boschi, piccoli mammiferi come conigli, uccelli e anche altri piccoli gufi come le civette o l'allocco comune (Strix aluco). La caccia si svolge interamente di notte, solamente in caso di prole può cacciare all'alba o al crepuscolo ma mai di giorno. L'allocco di Lapponia, prima di andare sulla preda, ama restare sopra un albero, in silenzio e in attesa finché, trovata la preda, si lancia silenziosamente in una planata verso il basso per prendere la sua vittima. 
La preda viene ingerita intera, con le parti indigeste vengono rigurgitate in forma di un bolo di pelle e ossa. Queste palline sono composte principalmente dalla pelliccia, dalle penne, e dalle ossa sporgenti.
I più deboli gufi di bosco, come l'allocco comune o le civette, non possono competere con il più forte allocco di Lapponia, che può prenderli come preda. Lui stesso, però, può cadere vittima di orsi, gufi reali (Bubo bubo) e altri più grossi di lui, rapaci diurni e volpi.

### Riproduzione e spostamenti

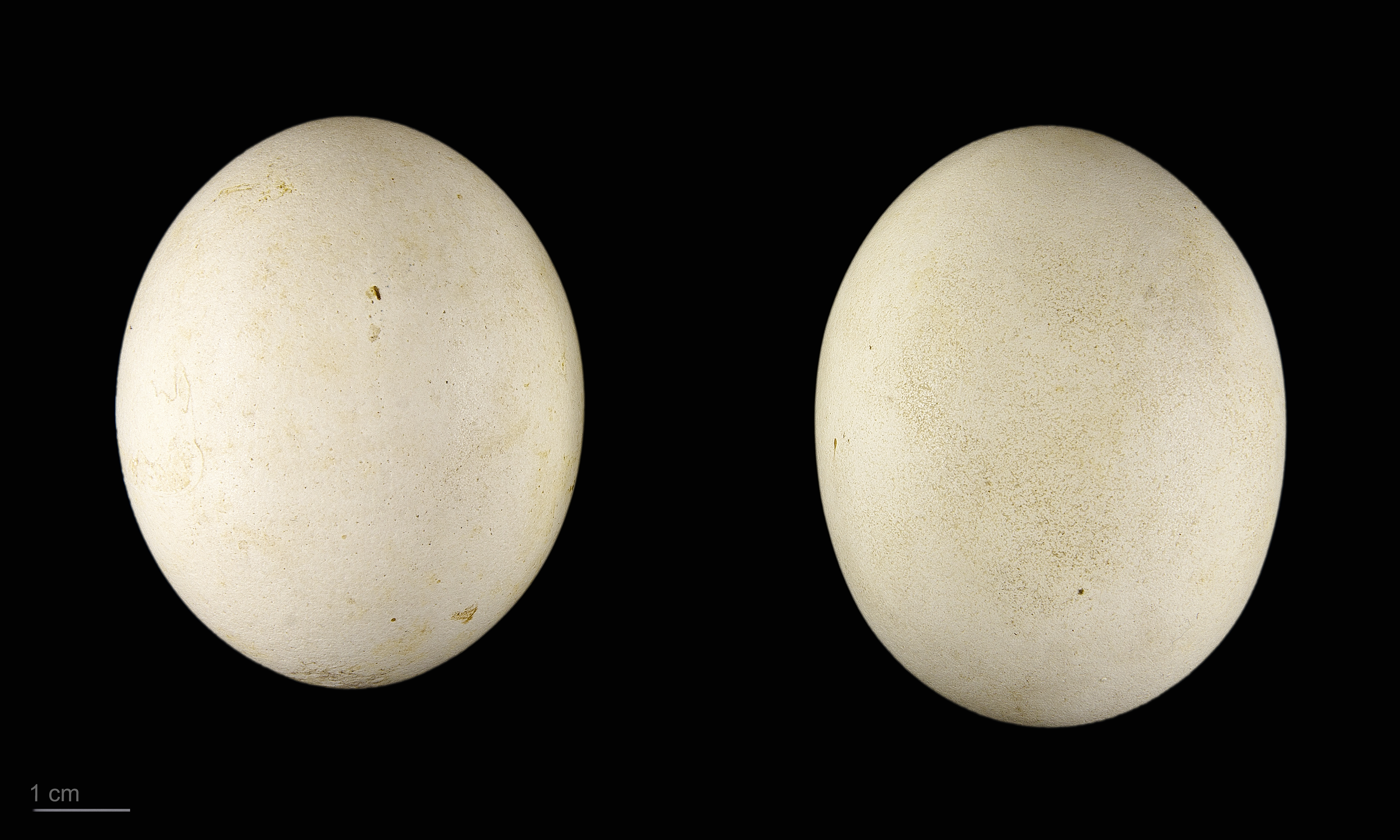
Uovo di Strix nebulosa lapponica - Museo di Tolosa

Le coppie di allocco di Lapponia si formano in genere quando i gufi hanno un anno, cioè quando divengono maturi sessualmente, e rimangono insieme per tutta la vita. Una coppia difende il territorio per tutto l'anno ma con poca cura se, nel caso, i limiti cambino di anno in anno. 
La coppia ama dormire su un ramo vicino al tronco di un albero durante il giorno per poi andare a cacciare durante la notte. Quando di giorno gli allocchi dormono, possono cadere vittima di disturbi da parte di uccelli che, a volte, possono persino ucciderlo facendolo cadere dall'albero. L'allocco di Lapponia, che non costruisce il nido, nidifica prevalentemente in nidi abbandonati da altri uccelli (soprattutto rapaci) o in un buco di un albero. Questo gufo può usare anche vecchie cove di scoiattolo, dopo aver ucciso il proprietario. Nidifica da febbraio in poi, raramente prima della metà di marzo. Le uova sono bianco lucido, di 42,7 mm x 53 mm in termini di dimensioni e dal peso di 45,0 g. Solitamente depone da due a nove uova, che vengono incubate dalla sola femmina per 30 giorni. I pulcini nascono ciechi e sordi e sono completamente dipendenti dai genitori per altri 35-39 giorni. I giovani saltano o cadono dal nido a 3 o 4 settimane e iniziano a volare a 1 o 2 settimane dopo questo e sono costantemente tenuti sotto controllo dalla madre. Durante questa fase la femmina inizia a dormire su un albero vicino al nido, insieme ai suoi piccoli. Il giovane salta o cade dal nido a 3 o 4 settimane e inizia a volare a 1 o 2 settimane dopo questo. 
Questa specie è molto intrepida nella difesa del suo nido e dei giovani. Come altri gufi, questa specie colpisce l'intruso alla testa con i suoi artigli taglienti. Poiché il suo volo è silenzioso, esso non può essere rilevato finché non è troppo tardi per evitare il pericolo.
La volpe, però, uccide molti giovani e inesperti gufi. I genitori danno assistenza ai giovani uccelli per due o tre mesi dopo il loro involo, ma da agosto a novembre i novelli devono per forza trovare un territorio da occupare, altrimenti morirebbero di fame. Il tasso di sopravvivenza dei giovani gufi è sconosciuta, ma quello annuale per gli adulti è del 76,8%. La durata media della vita è di circa 5 anni, ma un esemplare di età superiore ai 18 anni è stato registrato. 
Uno studio danese ha dimostrato che la predazione da parte dei mammiferi, in particolare della Volpe, è un importante causa di mortalità dei giovani, il 36% muore tra l'uscita dal nido e indipendenza. Il rischio di mortalità è del 14% nel mese di aprile e del 58% o più nel mese di giugno. La quantità di animali predati favorisce la selezione naturale. L'abbondanza di cibo nella zona, di solito, è responsabile del numero di uova della femmina, più cibo c'è e più uova fa, meno cibo c'è meno uova fa. Può anche non farne neanche una. Questa è una caratteristica piuttosto comune nei gufi. Se il cibo è scarso, prima di riprodursi l'allocco di Lapponia può viaggiare anche molto per trovare più prede, con piccole migrazioni di molti esemplari ma sempre nelle foreste in cui vive. Benché essi non migrano, molti esemplari sono almeno un po' nomadi, diventano migratori erratici (ma restano sempre nelle grandi foreste in cui vivono).

## Conservazione
La raccolta di legname è, forse, la più grande minaccia per questa specie. Intensificare la raccolta vuole significare ridurre il legname vivo e aumentare quello morto, molto spesso sono i grandi alberi cavi, utilizzati per la nidificazione e usati dai giovani per addestrarsi prima di poter volare (e per avere copertura e protezione), ad essere abbattuti. Vi sono delle strutture (fatte appositamente per l'uso da parte di questa specie) utilizzate da questi gufi per nidificare. La specie è molto più comune nelle zone protette dei parchi. Il suolo della foresta europea si è ridotto (anche se di molto poco) a causa del pascolo per il bestiame. In Italia l'allocco di Lapponia è assente in quanto il clima è troppo caldo. È specie colpita dalla lotta ai nocivi, tuttavia la popolazione viene considerata stabile dalla Lista rossa IUCN, che le ha pertanto attribuito lo status "LC" (rischio minimo).